# Playa Baby
La Playa Baby o Baby Beach, oficialmente conocida como Klein Lagoen, es una laguna de poco profunda, protegida y alterada por el hombre ubicada en la localidad de Mangle Cora cerca del pueblo de Seroe Colorado (anteriormente Roode Berg), en el extremo sureste de la isla de Aruba, que es frecuentada por lugareños y turistas por igual. Lleva el nombre de la playa del bebé ya que el agua es tan tranquila que es seguro para los "niños muy pequeños". El buceo en esta ubicación es ideal para los niños o viajeros nuevos que desean bucear.
La playa es muy popular sobre todo debido a la falta de olas y el agua poco profunda . La refinería de petróleo Valero está a la vista de la playa Baby. Sin embargo, debido a la dirección de las corrientes locales, Baby Beach tiene todavía agua clara y muy limpia. En el pasado, la popularidad de Baby Beach le llevó a convertirse en algo lleno. Sin embargo, los programas de limpieza han restaurado en gran parte de la playa a una condición prístina.